# Цирк «Олимпик»
Цирк «Олимпик» (фр. Cirque-Olympique) — цирковая организация в Париже, также известная как Цирк Франкони (фр. Cirque Franconi), первоначально — труппа конного театра, основанного в 1782 году англичанином Филипом Астлеем, изобретателем современного циркового манежа, и первоначально был известен как Цирк Астли (англ. Cirque d’Astley) или Цирк Англе (англ. Cirque Anglais).

## История

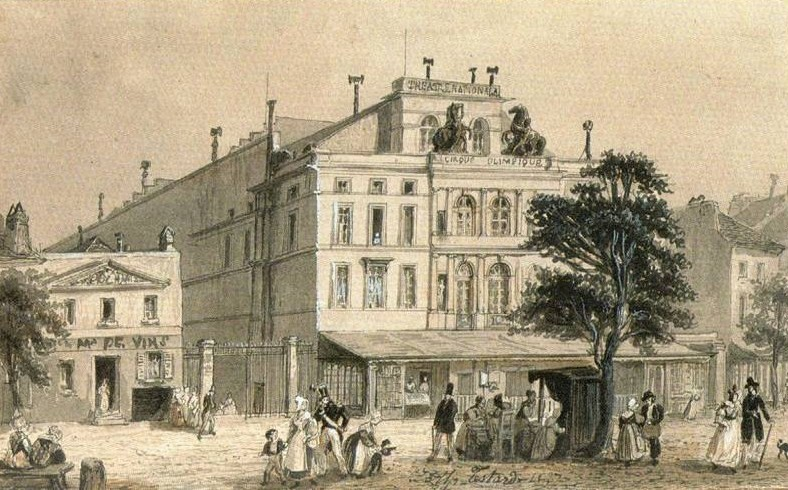
1837

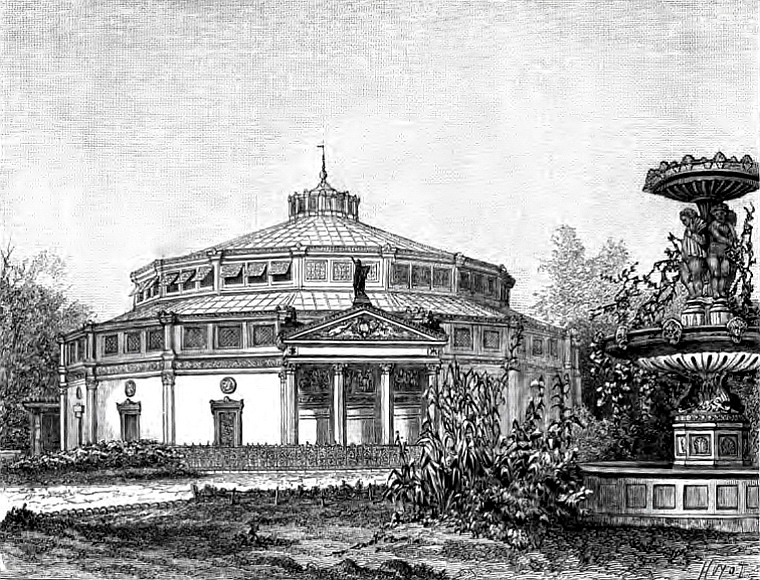
1841

Театр Астлея, Английский амфитеатр или Амфитеатр д’Астлея, был первым специально построенным цирковым зданием во Франции. Он был расположен на большом участке на улице Фобур-дю-Темпл и представлял собой круглый театр, построенный из дерева, с двумя уровнями зрительских мест и освещенный 2000 свечами. Театр был открыт четыре месяца в году и давал конные представления, перемежающиеся выступлениями жонглёров и другими действиями.
Астлей сдал свой цирк в Париже в аренду Антонио Франкони в 1793 году, во время Французской революции. Из-за небольшого размера театра Астлея Франкони перенёс цирк в ограду бывшего монастыря капуцинок, где построил конюшни и новый театр.
В 1807 году Франкони уступил своё предприятие двум своим сыновьям, Лорану и Анри, которые переименовали его в Олимпийский цирк. С прокладкой улицы Наполеона в том же году они были вынуждены снова переехать в новое здание на территории между улицами дю Мон-Табор и Сент-Оноре. Театр был сдан им в аренду Франсуа Дельпоном и открыт 28 декабря 1807 года. Братья Франкони были вынуждены закрыть свой театр 27 мая 1816 года из-за запланированного строительства на этом месте государственной казны.
Два брата решили вернуться в старый театр Астлея на улице Фобур-дю-Тампль, внеся обширные дополнения и изменения в театр и его территорию и переименовав его в Олимпийский цирк. Они открыли новый театр 8 февраля 1817 года. В ночь на 15 марта 1826 года, после представления одноактной мелодрамы L’incendie de Salins с грандиозным зрелищем, воссоздающим драматический пожар в Сален-ле-Бен 27 июля. 1825 г. пиротехнические эффекты привели к настоящему пожару, и театр сгорел дотла.
После пожара, уничтожившего цирк на улице Фобур-дю-Тампль, братья Франкони снова переехали, на этот раз на бульвар дю Тампль, где они построили ещё один театр, также известный как Олимпийский цирк. Новый театр, построенный по проекту французского архитектора Александра Бурла, был открыт 21 марта 1827 года. Он был реконструирован в 1847 году архитектором Луи Теодором Шарпантье для использования Национальной оперой, которая занимала его с 18 июня 1844 по 1847 год. После этого он был известен как Национальный театр до 4 июля 1853 года, когда он стал Театром дю Цирк Империаль. Театр был снесён в 1862 году при воплощении проекта обновления города, и тогдашний директор Ипполит Хостейн перенёс цирк в Театр дю Шатле.